# Chelidonichthys
Chelidonichthys – rodzaj morskich ryb skorpenokształtnych z rodziny kurkowatych (Triglidae).

## Klasyfikacja
Gatunki zaliczane do tego rodzaju (stan na grudzień 2018):
- Chelidonichthys capensis – kurek kapski[3]
- Chelidonichthys cuculus – kurek napłon[3][4]
- Chelidonichthys gabonensis
- Chelidonichthys ischyrus
- Chelidonichthys lastoviza – kurek pręgopłetwy[5]
- Chelidonichthys kumu
- Chelidonichthys lucerna – kurek czerwony[6]
- Chelidonichthys obscurus – kurek sinopłetwy[4]
- Chelidonichthys queketti
- Chelidonichthys spinosus

## Galeria

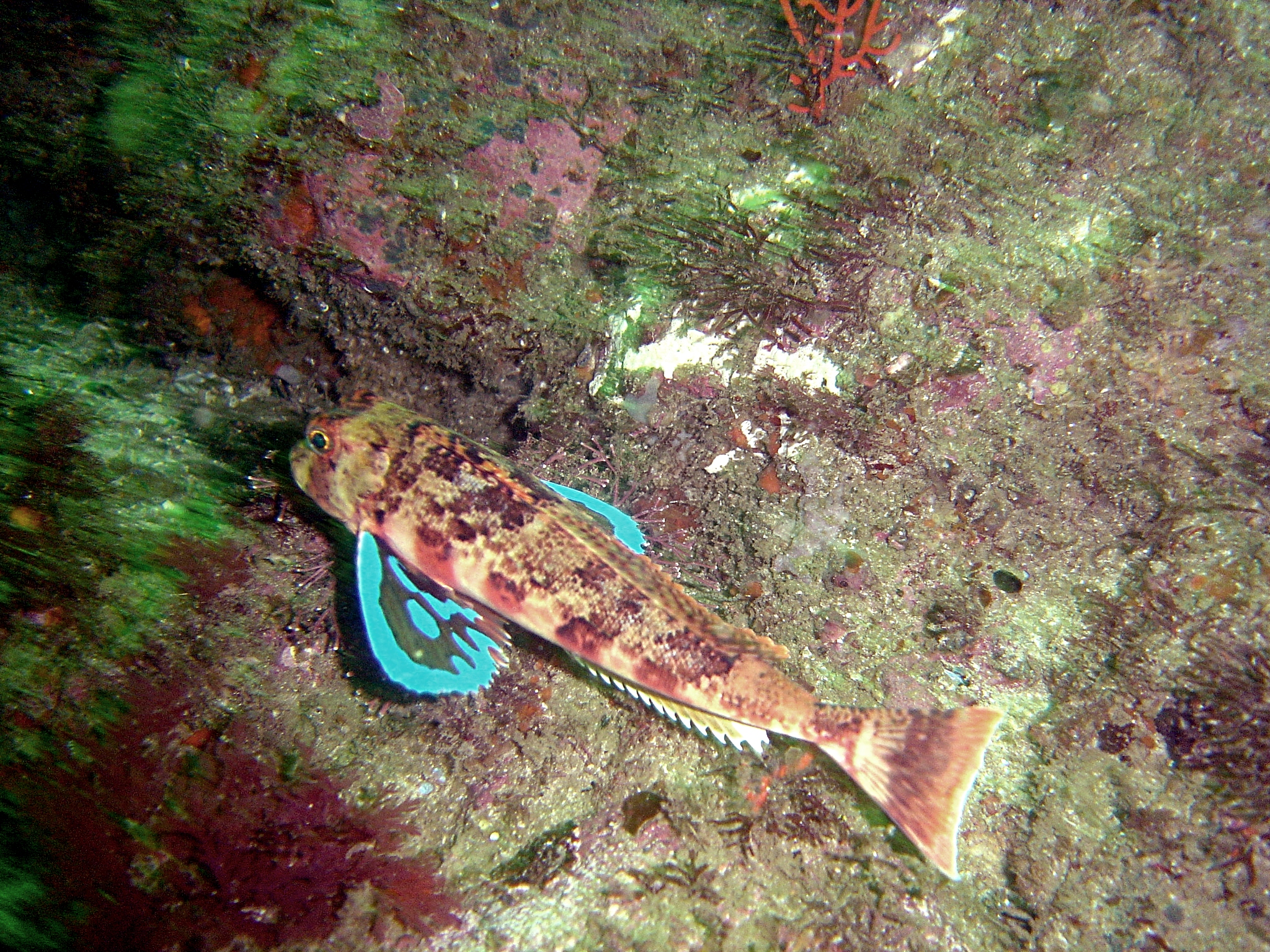
Chelidonichthys capensis
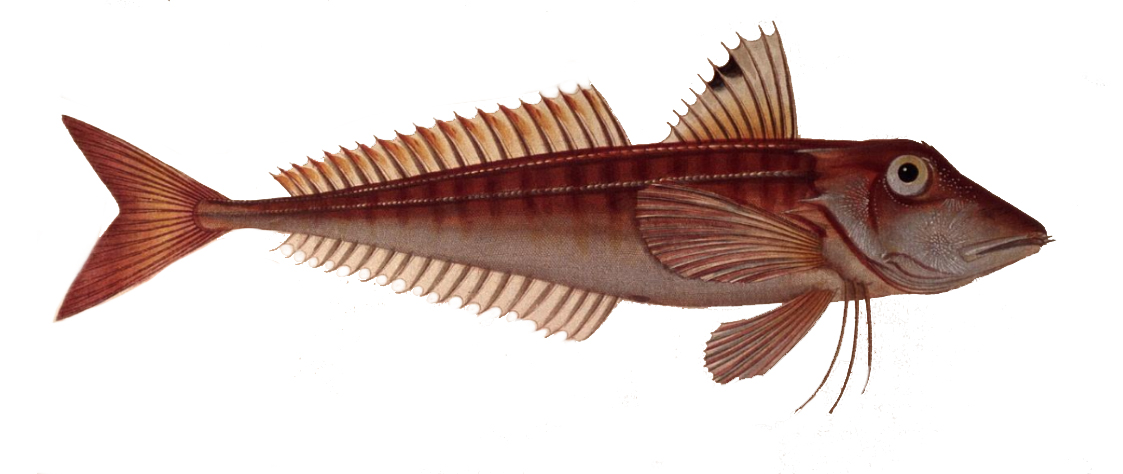
Chelidonichthys cuculus
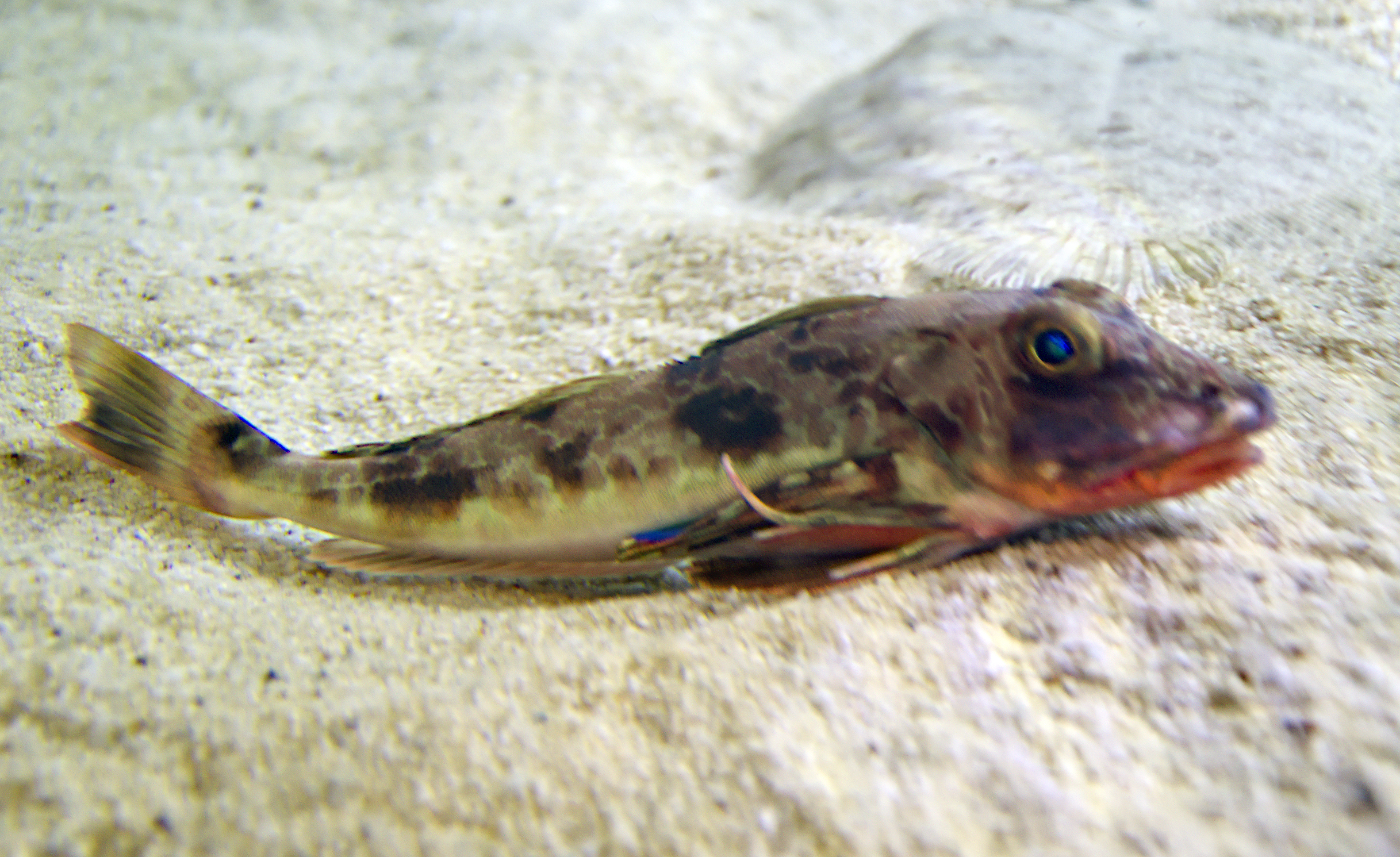
Chelidonichthys kumu
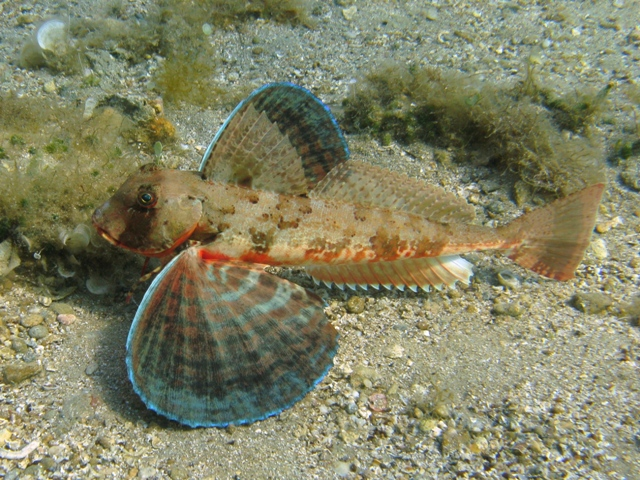
Chelidonichthys lastoviza
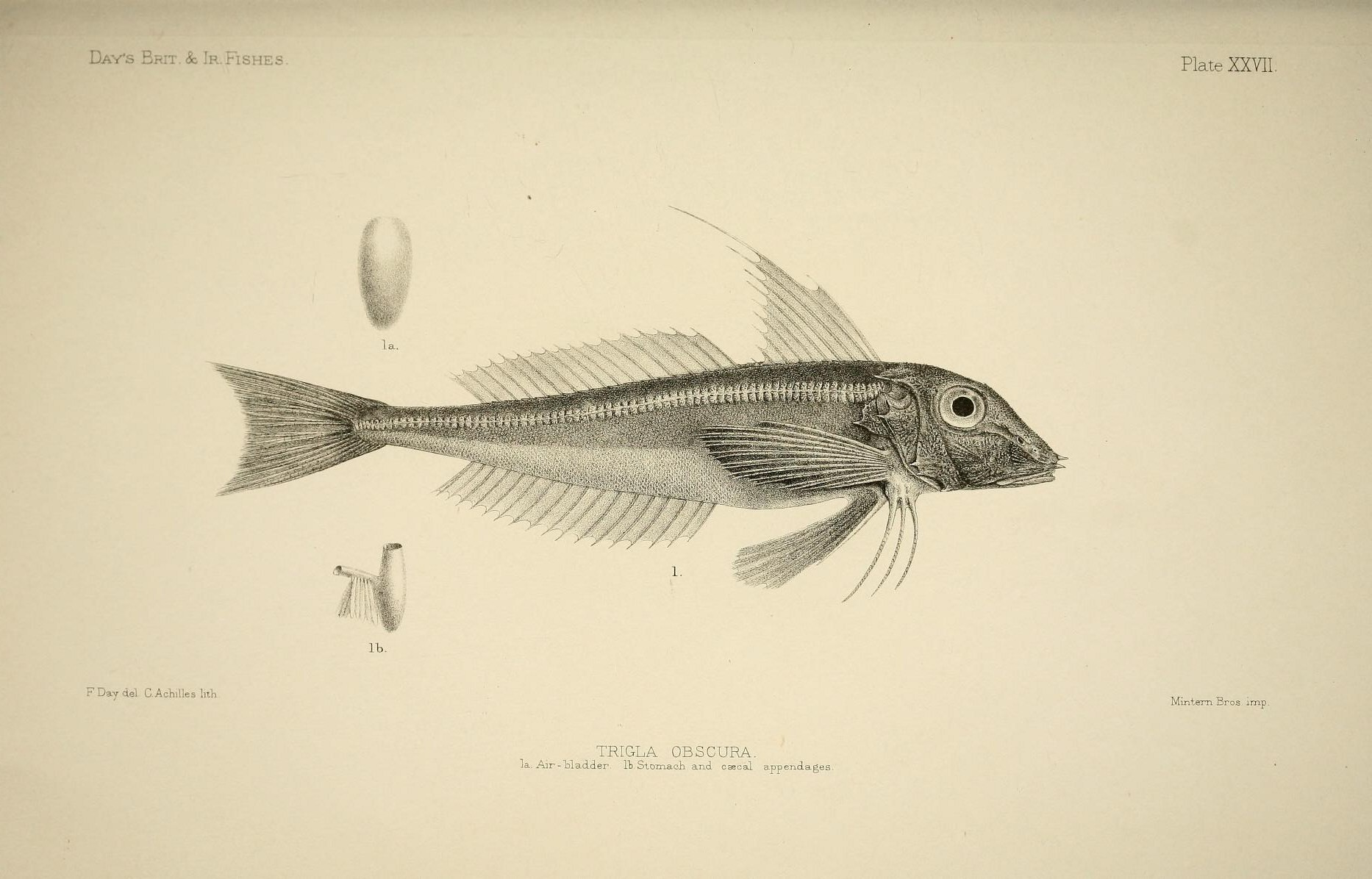
Chelidonichthys obscurus
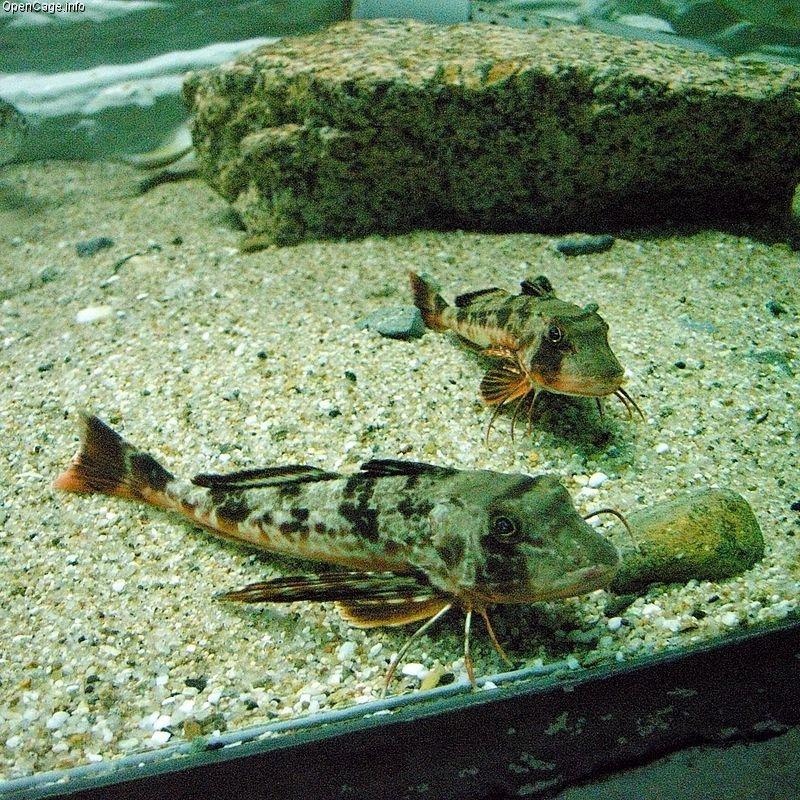
Chelidonichthys spinosus